# RGD-33
La RGD-33 (acrónimo en ruso de Ручная Граната  Дьяконова образца 33 года, granada de mano Diakonov Modelo 1933)  es una granada de mango antipersona soviética desarrollada en 1933.

## Descripción

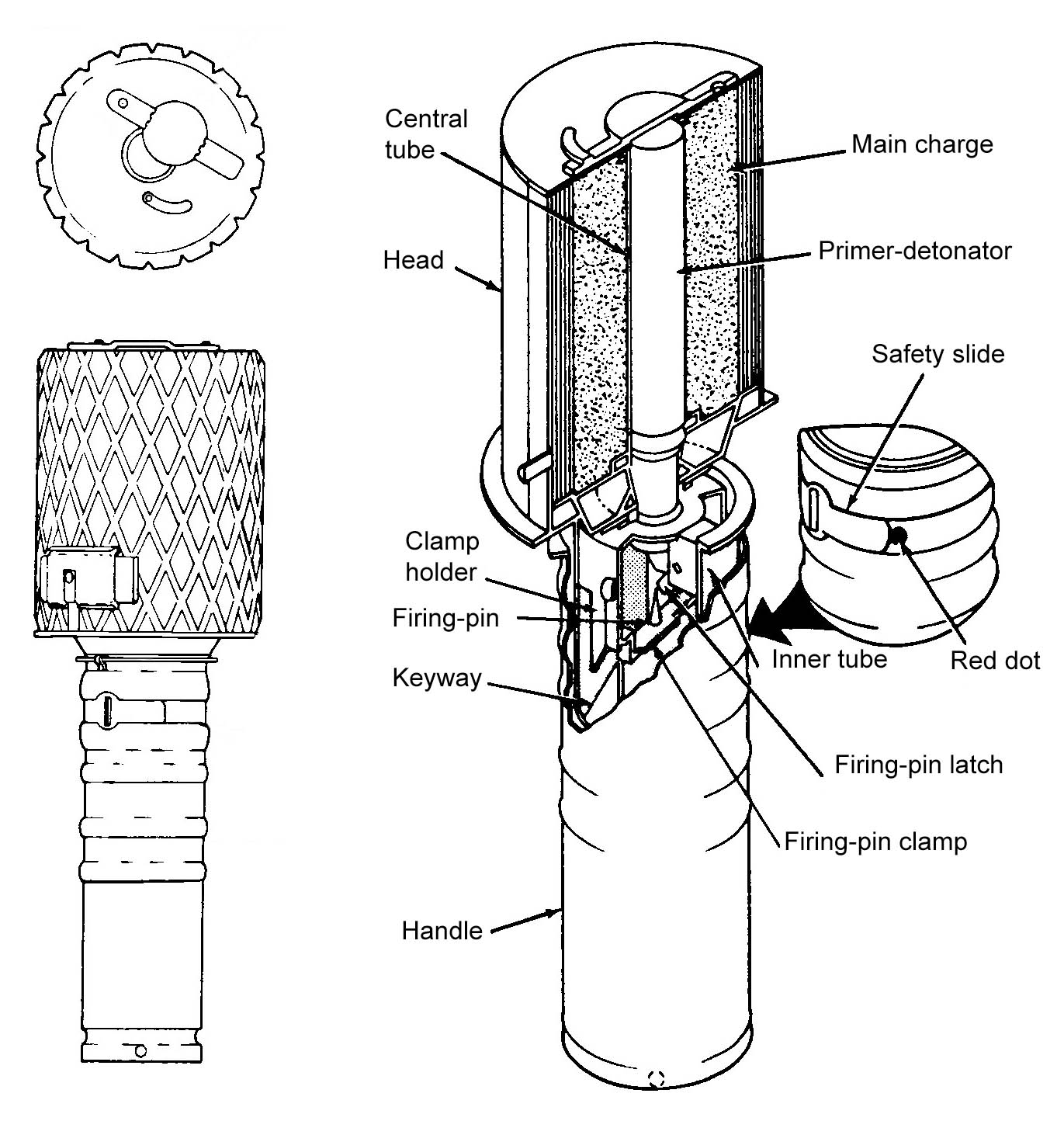
Diagrama de una granada RGD-33, con la manga de fragmentación instalada y sección de la misma.

La granada estaba compuesta por tres piezas separadas que eran almacenadas en cajas distintas hasta su empleo: la ojiva y su manga de fragmentación, el mango con mecanismo de resorte y la espoleta tubular. Estas eran ensambladas y suminstradas solo antes del combate. La ojiva y el mango eran atornilladas y transportadas dentro de un morral, mientras que las espoletas estaban envueltas en papel encerado y eran llevadas aparte en un bolsillo interno del morral. Había un agujero en el mango externo a la derecha del seguro, que se alineaba con barras de pintura en el mango interno, formano un punto - un punto blanco indicaba que el seguro estaba puesto y un punto rojo indicaba que el percutor del mango estaba amartillado. No estaría activa hasta que la espoleta sea insertada, lo que solamente se hacía antes de lanzarla.

## Uso
Antes de activarla, el retén del mango externo debe soltase deslizándolo a la izquierda, exponiendo el punto blanco en la ranura (esto libera el mango interno y el mango externo; el interno es fijo y el externo gira). El usuario agarra la ojiva con su mano izquierda y el mango con la derecha. El mango es jalado, girado en sentido horario y vuelto a empujar; un punto rojo aparecerá en la ventanilla para indicar que está amartillada. El seguro es empujado a la derecha para cubrir el punto rojo en la ranura, asegurando la granada. La parte superior de la ojiva tiene una cubierta metálica sobre el brocal de la espoleta, que es empujada a un lado, permitiendo la inserción de la espoleta; la granada es desactivada al abrir la cubierta, haciendo salir a la espolea para recuperarla.
El usuario activa la espoleta al mover el seguro a la izquierda, exponiendo el punto rojo. Entonces lanza la granada; un buen lanzamiento podía enviar la granada a treinta o cuarenta metros. El movimiento de la ojiva y el mango con mecanismo de resorte hacen que el percutor retroceda y después sea lanzado, impactando la espoleta e iniciando la secuencia de detonación. 
Al detonar, su cabeza se fragmenta en delgados trozos romboidales, los cuales, junto con los del mango y el detonador, desaceleran rápidamente en el aire. Debido a la rápida perdida de velocidad de las esquirlas, su radio de impacto es pequeño y la granada es considerada "ofensiva". El radio de impacto era de aproximadamente quince metros con la manga de fragmentación instalada y de diez metros sin ella. Al igual que la mayoría de granadas de la época, tiene potencial para esparcir fragmentos a mayor distancia que la recorrida en el lanzamiento. 
La granada era inusual pero no singular, debido a que tenía una "chaqueta" opcional - una gruesa manga metálica de fragmentación con un peso promedio de 270 gr. Al instalarse sobre la ojiva, la manga aumenta el radio de impacto al producir varios fragmentos más pesados de forma romboidal. Con la manga instalada, la granada era "defensiva".

## Historia
Fue diseñada para reemplazar a la envejecida granada Modelo 1914 y fue empleada durante la Segunda Guerra Mundial. La RGD-33 era complicada de emplear y fabricar. Después de la invasión alemana de la Unión Soviética, se desarrolló la sencilla y tosca RG-42 para reemplazarla.
Las granadas de los lotes capturados por los alemanes recibieron la designación HG 337(r).

## Usuarios
- Corea del Norte
- Unión Soviética
- Vietnam del Norte

### Entidades no estatales
- Jemeres Rojos
- Viet Cong
- Viet Minh